# Argentina durante la Segunda Guerra Mundial
La historia de Argentina en la Segunda Guerra Mundial fue un período complejo que comenzó en 1939, luego del estallido de la Segunda Guerra Mundial en Europa y concluyó en 1945 con la rendición del Imperio del Japón. La influencia alemana e italiana en Argentina fue fuerte principalmente debido a la presencia de numerosos inmigrantes de ambos países, y la rivalidad de Argentina con los Estados Unidos fomentó la creencia de que el gobierno argentino simpatizaba con la causa alemana.[cita requerida] Debido a los estrechos vínculos entre Alemania y Argentina, esta última se mantuvo neutral durante la mayor parte de la guerra, a pesar de las disputas internas y la presión de Estados Unidos para unirse a los Aliados. Argentina finalmente cedió ante la presión aliada, rompiendo relaciones con las Potencias del Eje el 26 de enero de 1944 y declarando la guerra a Alemania y Japón el 27 de marzo de 1945.

## Primeros años
Al comienzo de la Segunda Guerra Mundial, en 1939, Roberto Marcelino Ortiz era el presidente de Argentina. El país se encontraba en un período de conservadurismo político y transformación económica conocido como la Década Infame. La Concordancia fue acusada de fraude electoral y corrupción. La Unión Cívica Radical se dividió entre FORJA, línea que apoyaba al depuesto presidente radical Hipólito Yrigoyen, y la dirección oficial de Marcelo Torcuato de Alvear, cercana a la Concordancia. El Partido Socialista y la Partido Demócrata Progresista también eran conservadores. El Partido Comunista estaba inicialmente cerca de los sindicatos, pero dio prioridad a promover los intereses de la Unión Soviética. Agustín P. Justo simpatizaba con el Reino Unido, a pesar de tener influyentes ministros germanófilos, a fin de atenuar probables ataques de naves alemanas a buques argentinos que transportaban alimentos a Inglaterra. A pesar de ello, dos buques mercantes de bandera argentina, el Victoria y el Río Tercero, fueron torpedeados en el Atlántico norte por submarinos alemanes ante el silencio del gobierno argentino.
El presidente Ortiz solicitó licencia por enfermedad en julio de 1940 y no volvió a asumir, renunciando en 1942. Ortiz había sido abogado de los ferrocarriles ingleses y su candidatura fue elegida en la Cámara de Comercio Argentino-Británica en Buenos Aires.
El Ejército Argentino era altamente germanófilo, influencia que había crecido desde fines del siglo XIX y precedía a ambas guerras mundiales. No implicó un rechazo a la democracia sino más bien una admiración por la historia militar alemana, que combinada con un intenso nacionalismo argentino influyó en la postura tomada por el ejército hacia la guerra: mantener la neutralidad. Los argumentos a favor iban desde la tradición militar argentina (ya que el país había sido neutral durante la Primera Guerra Mundial y la guerra del Pacífico), hasta la anglofobia y el rechazo a los intentos extranjeros de coaccionar a Argentina para que se uniera a una guerra percibida como un conflicto entre países extranjeros sin intereses argentinos en juego. Solo un puñado de líderes militares eran partidarios de Adolf Hitler.
La guerra dio como resultado un pequeño impulso a la economía argentina, ya que se redujeron las importaciones de Gran Bretaña. Se inició así un proceso de industrialización por sustitución de importaciones, que tuvo algunos antecedentes durante la Gran Depresión. Esto también condujo a un proceso de migración interna desde el interior rural hacia los centros urbanos.

### Crecen las divisiones

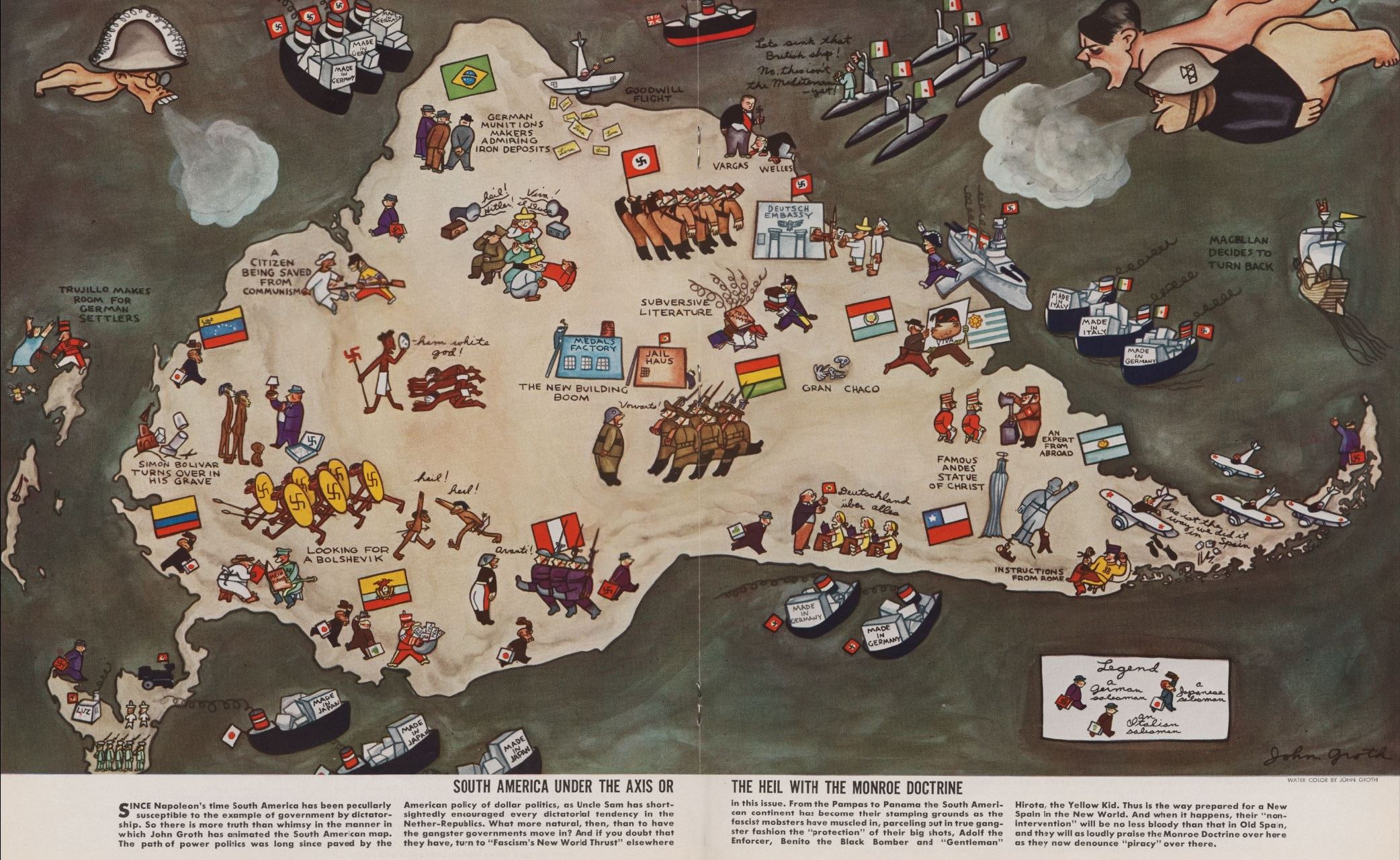
Mapa satírico de la revista Ken de 1938 ataca la intrusión comercial, cultural y militar en Sudamérica de los "gobiernos gángsters" de Alemania, Italia y Japón, "mafiosos fascistas" que se han "metido a la fuerza". Las viñetas muestran detalles de las actividades del Eje en los países de la región latinoamericana (en inglés).

Las reacciones y posturas hacia la guerra se hicieron más complejas a medida que se desarrollaba el conflicto. Los principales partidos políticos, periódicos e intelectuales apoyaron a los aliados, pero el vicepresidente Ramón Castillo mantuvo la neutralidad. Ortiz, que estaba enfermo de diabetes, no pudo ocupar el cargo de presidente, pero no renunció. La posición de Argentina frente a la guerra generó disputas entre ellos, prevaleciendo Castillo. La FORJA apoyó la neutralidad y la vio como una oportunidad para deshacerse de lo que consideraba una intromisión británica en la economía argentina. Algunos trotskistas promovieron la lucha contra el Tercer Reich como el primer paso hacia una lucha de clases internacional. El ejército y algunos nacionalistas apoyaron la industrialización y promovieron la neutralidad como una forma de oponerse al Reino Unido. Se hicieron planes para invadir las Islas Malvinas, controladas por los británicos, pero nunca se pusieron en funcionamiento. Por otro lado, el diario El Pampero, financiado por la embajada alemana, apoyó a Hitler.
Existen varias interpretaciones sobre los motivos de Castillo para mantenerse neutral. Una de esas perspectivas se centra en la tradición argentina de neutralidad. Otros lo veían como un nacionalista que, por haber nacido en la provincia de Catamarca, no estaba influido por la estructura de poder porteña y podía, con el respaldo del ejército, desafiar la presión para unirse a los Aliados. Una interpretación similar considera en cambio que Castillo simplemente no tenía poder para ir en contra de los deseos del ejército, y si declaraba la guerra sería depuesto en un golpe militar. Una tercera interpretación considera que sólo Estados Unidos buscaban que Argentina declarase la guerra, en tanto que el Reino Unido se beneficiaba con la neutralidad argentina dado que el país suministraba grandes cantidades de ganado. Esta interpretación, sin embargo, no explica las constantes peticiones para declarar guerra por parte de las facciones anglófilas. Lo más probable es que fuera una combinación de los deseos de la diplomacia británica y el ejército argentino, que prevaleció sobre las facciones a favor de la guerra.
Uno de los principales dirigentes pro eje fue el ministro de relaciones exteriores, Enrique Ruiz Guiñazú, quien desde su puesto mantuvo fuertes contactos con el cónsul argentino en Berlín, Jorge Amuchástegui, durante el ascenso de Adolf Hitler, quien a su vez causó controversia por negar e incluso revocar el pasaporte a ciudadanos judeoargentinos.
El diputado socialista Enrique Dickmann creó una comisión en el Congreso Nacional para investigar un rumoreado intento alemán de apoderarse de la Patagonia y luego conquistar el resto del país. El diputado conservador Videla Dorna declaró que el riesgo real era una invasión comunista, y la FORJA afirmó que una invasión alemana era sólo un riesgo potencial, mientras que el dominio británico de la economía argentina era una realidad.
Una misión diplomática del británico Freeman Freeman-Thomas concertó tratados comerciales mediante los cuales Argentina envió miles de cabezas de ganado a Gran Bretaña sin cargo, decoradas con los colores argentinos y con la frase «buena suerte» escrita en ellas. Alvear, El Pampero y FORJA criticaron este arreglo, y Arturo Jauretche dijo que, mientras tanto, había provincias argentinas que sufrían desnutrición.

### Pearl Harbor
La situación cambió drásticamente después del ataque japonés a Pearl Harbor el 7 de diciembre de 1941 y la posterior declaración de guerra de Washington D. C. a Japón. Estados Unidos quería que todos los países latinoamericanos se unieran a los Aliados para generar una resistencia en todo el continente. La negativa argentina a cumplir motivó un embargo y bloqueo contra Argentina. Castillo, sin embargo, declaró el estado de emergencia después del ataque a Pearl Harbor.

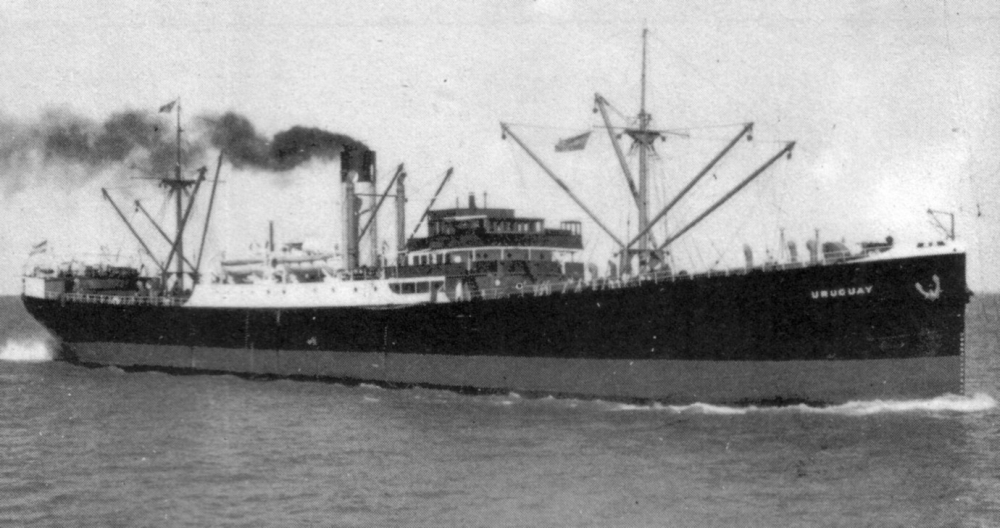
El buque mercante argentino Uruguay, hundido por el submarino alemán U-37.

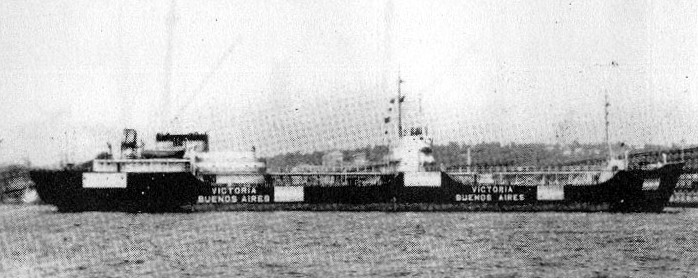
El Victoria, dañado por el U-201.

El mandato de Castillo debía terminar en 1944. Inicialmente, se dispuso que Agustín Pedro Justo se postulara para presidente por segunda vez, pero luego de su inesperada muerte en 1943 Castillo se vio obligado a buscar otro candidato para proponer, finalmente decidiéndose por Robustiano Patrón Costas. El ejército no estaba dispuesto a apoyar el fraude electoral que sería necesario para asegurar la victoria de Costas, ni a continuar con las políticas conservadoras, ni a arriesgarse a que Costas rompiera la neutralidad. Varios generales reaccionaron creando una organización secreta llamada «Grupo de Oficiales Unidos» (GOU) para sacar a Castillo del poder. 
El futuro presidente Juan Domingo Perón era miembro de este grupo, pero no apoyó un golpe de Estado en ese momento. En su lugar recomendó posponer el derrocamiento del gobierno hasta que los conspiradores hubieran desarrollado un plan para hacer las reformas necesarias. El golpe iba a tener lugar cerca de las elecciones, si se hubiera confirmado el fraude electoral, pero en cambio se llevó a cabo antes en respuesta a los rumores de posible destitución del ministro de Guerra, Pedro Pablo Ramírez.
Se desconoce si Costas habría mantenido la neutralidad o no. Debido a sus declaraciones débiles de apoyo a Gran Bretaña y sus vínculos con facciones pro-aliadas se puede sugerir que si se hubiera convertido en presidente habría declarado la guerra.
El golpe militar que depuso a Castillo tuvo lugar el 4 de junio de 1943. Se considera el final de la Década Infame y el punto de partida de la Revolución del 43. Arturo Rawson asumió el poder como presidente de facto. La naturaleza del golpe fue confusa durante sus primeros días: los funcionarios de la embajada alemana quemaron su documentación por temor a un golpe pro-Aliado, mientras que la embajada de Estados Unidos lo consideró un golpe pro-Eje.
Rawson se reunió con un delegado de la embajada británica el 5 de junio y le prometió que rompería relaciones con las potencias del Eje y declararía la guerra en 72 horas. Sin embargo, se produjo un nuevo golpe, sustituyendo a Rawson por Pedro Pablo Ramírez. De esta forma, Rawson se convirtió en el presidente no interino más corto de la historia argentina.

### Relaciones entre Castillo y el Reich

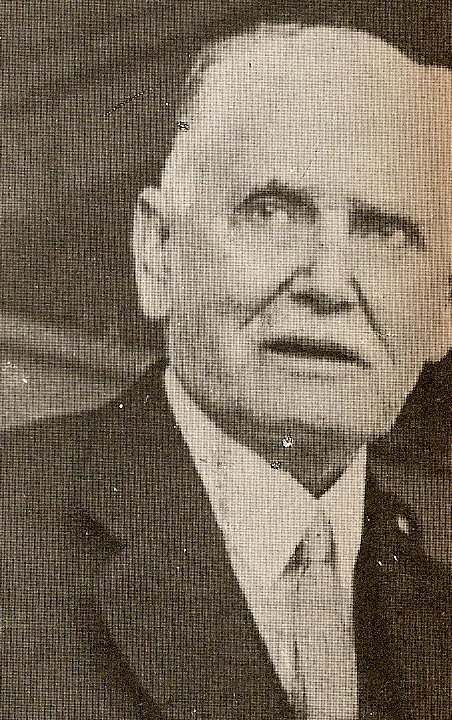
Ramón S. Castillo, presidente de Argentina (1942-1943)

A mediados de la Segunda Guerra Mundial, Juan Carlos Goyeneche mantuvo contactos secretos en Berlín con los jerarcas máximos del Tercer Reich. Goyeneche, en una misión en la que actuó en nombre del presidente argentino Ramón Castillo y de grupos nacionalistas de Buenos Aires, logró en Berlín algo impensable en aquellos años para cualquier político latinoamericano de segunda línea: ser recibido por los más altos jerarcas alemanes e incluso obtener una promesa de apoyo al gobierno argentino del propio Adolf Hitler. Goyeneche arribó finalmente a Berlín en octubre de 1942 y fue alojado en el Hotel Adlon, a cuenta del Reich.
Visitó el Frente Oriental para examinar a los hombres de la División Azul. A su vuelta de Rusia, solicitó a Otto Reinebeck, director de la agencia de asuntos latinoamericanos de la Oficina de Asuntos Exteriores alemana, que le organizara sendos encuentros con Adolf Hitler y Joachim von Ribbentrop. Los triunfos alemanes en la Segunda Guerra Mundial prestan nuevas energías a los germanofilos. El hundimiento del buque argentino Uruguay por un submarino germano agita aún más las aguas. El 12 de agosto de 1942, asume la presidencia Ramón Castillo. En enero, se realiza en Río de Janeiro una conferencia de cancilleres americanos. Contra las presiones de Estados Unidos, el ministro de Relaciones Exteriores argentino se opone a una resolución que obliga a romper relaciones diplomáticas con el Eje. Argentina continuó neutral, a pesar de que los buques de bandera argentina Victoria y Río Tercero que transportaban suministros a Estados Unidos e Inglaterra fueron atacados por submarinos alemanes. También es descubierta en La Plata una red alemana de espionaje que informa sobre los embarques de alimentos a Gran Bretaña.

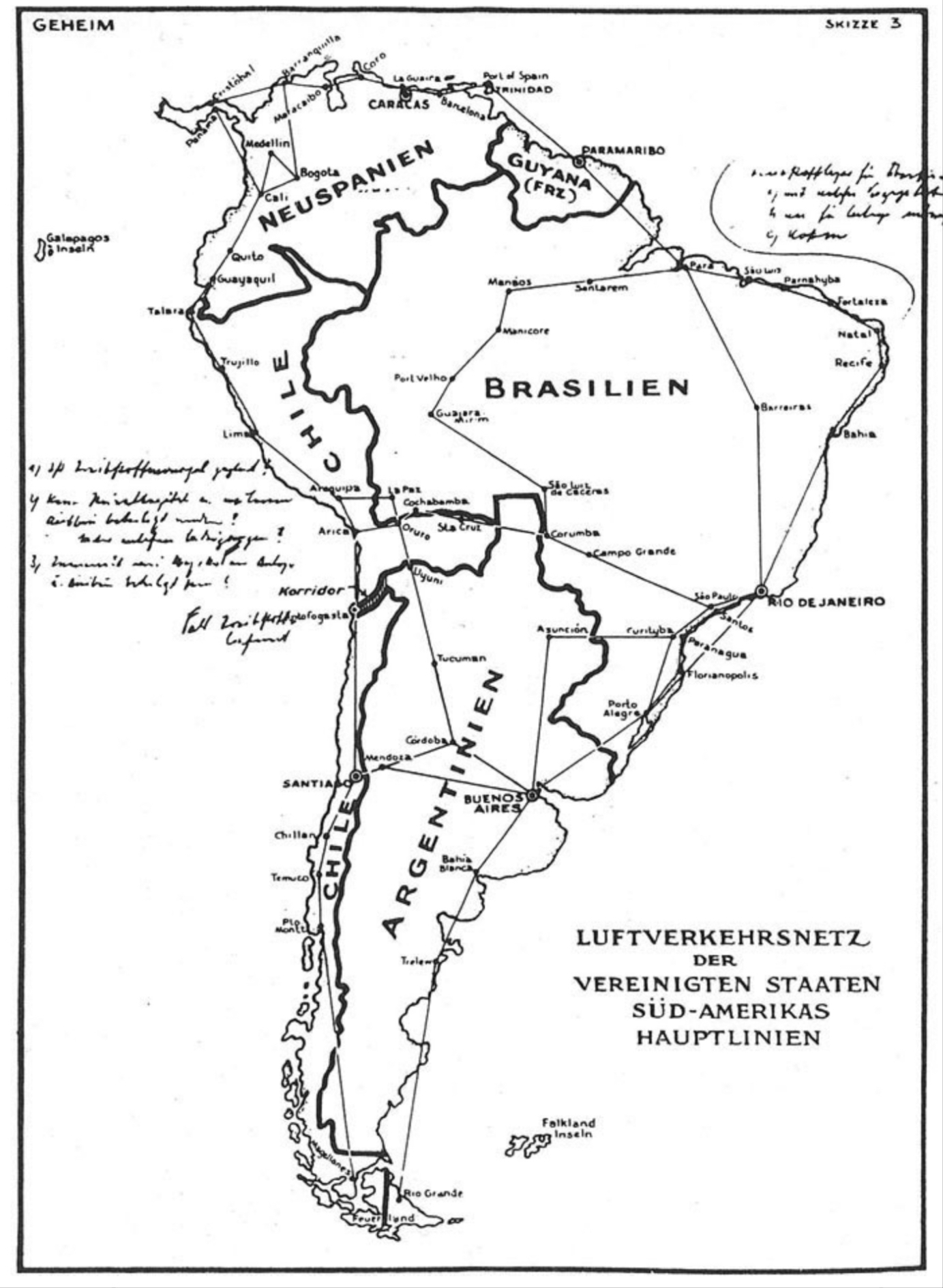
Mapa de los supuestos cambios territoriales en América del Sur en caso de una hipotética victoria del Eje en la Segunda Guerra Mundial, difundido por el entonces presidente estadounidense Roosevelt en un discurso el 27 de octubre de 1941.

El 30 de noviembre de 1942, Goyeneche mantuvo una reunión con Ribbentrop, con Sandstede como intérprete. Ribbentrop le manifestó el apoyo nazi a un incremento del comercio entre ambos países en caso de una victoria del Eje en la guerra, el apoyo del Tercer Reich a la toma de las Islas Malvinas por parte de Argentina y el apoyo al desarrollo de lazos más fuertes entre España y Argentina. A pesar de esto, Goyeneche encontró desagradable a Ribbentrop. Posteriormente se reuniría con Walter Schellenberg, jefe del Servicio de seguridad Exterior, y con el propio Heinrich Himmler en enero de 1943. No se sabe con certeza si Goyeneche se llegó a reunir directamente con Hitler. El diplomático estadounidense W. Wendell Blancke sostuvo que llegó a ver documentos que describían una reunión entre ambos el 7 de diciembre de 1942.
De vuelta en España se reunió con Ramón Serrano Súñer. Se trasladaría luego a Italia, país donde mantuvo reuniones con Giovanni Montini y dos más con Pío XII antes de mantener un encuentro con Benito Mussolini, del cual obtuvo su compromiso de apoyo en la reclamación de las Malvinas, así como le declaró que igualmente ocurriría con Alemania y Japón. Mussolini también le habría manifestado que las potencias del Eje no tenían deseo alguno de finiquitar la independencia de Argentina u otro país latinamericano. Los Estados Unidos aumentaron la presión sobre Argentina. Todas las compañías argentinas sospechosas de tener lazos con el Eje fueron puestas en listas negras y boicoteadas, y se limitó el suministro de papel de periódico a diarios pro aliados. Las exportaciones estadounidenses de electrodomésticos, aceite, químicos y maquinaria fueron suspendidas. No obstante, Roosevelt también vio la situación como una oportunidad para socavar la influencia británica en Argentina y reemplazarla por la estadounidense.
 Winston Churchill fue crítico de la dura política de Estados Unidos hacia Argentina, señalando que los suministros argentinos eran vitales para Londres y que, por sacar su presencia diplomática del país, podrían forzar a Argentina a buscar protección en el Eje. La diplomacia británica intentó garantizar el suministro de comida argentina mediante la firma de un tratado, mientras que Estados Unidos buscó lo opuesto. Antes de la guerra, Argentina albergaba una fuerte y bien organizada red de espionaje controlada por la embajada alemana. En mayo de 1960, Adolf Eichmann fue secuestrado en Argentina por la agencia de seguridad israelí Mossad, llevado a juicio y ejecutado en Israel en 1962.
Entretanto, la enfermedad del presidente Ortiz había obligado a su reemplazo por el vicepresidente, el conservador Ramón Castillo. Mientras, Estados Unidos aumentaba su presión sobre los países latinoamericanos; en los ámbitos diplomáticos internacionales, los representantes argentinos, plantearon sus reticencias a admitir el condicionamiento de la ayuda económica y militar a la cooperación norteamericana en la guerra. El presidente Edelmiro Julián Farrell nombra a Juan Domingo Perón Ministro de Guerra, rompiendo relaciones con el Eje.

## Revolución del 43

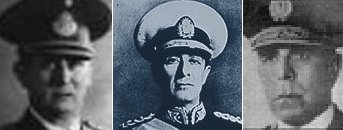
Arturo Rawson, Pedro Pablo Ramírez, Edelmiro Farrell. Los tres dictadores presidentes que gobernaron la Argentina

Castillo fue destituido mediante un golpe de Estado consumado el 4 de junio de 1943, el cual marcó el fin de la Década Infame caracterizada por el fraude electoral, asumiendo Rawson como presidente. El nuevo gobierno tomó medidas tanto progresistas como reaccionarias. Estableció precios máximos para productos populares, redujo alquileres, anuló los privilegios de la fábrica Chadopyff e hizo gratuitos los hospitales. Rawson se entrevistó con un delegado de la embajada británica el 5 de junio y prometió romper relaciones con las Potencias del Eje y declararles la guerra en un plazo de 72 horas. 
Poco después, Rawson fue reemplazado por Pedro Pablo Ramírez. Así, el mandato de Rawson se convirtió en el más corto para un presidente no interino en la historia argentina. El Departamento de Estado "festejaba la aparición del Grupo de Oficiales Unidos (GOU)" en el año 1943, entre los cuales estaba Juan Domingo Perón, porque consideraban que "cualquier recambio de funcionarios en el país sería un apoyo para los aliados".
Ramírez designó como Ministro de Relaciones Exteriores al contraalmirante Segundo Storni, un nacionalista moderado aliadófilo, partidario de la entrada de Argentina en la guerra. El gobierno mantuvo discusiones diplomáticas con Estados Unidos, en las que Argentina solicitó aviones, combustible, buques y tecnología militar. Argentina no declaró la guerra, aunque se mantenía cercana a los Aliados enviándoles alimentos, ya que las potencias del Eje no habían tomado acción contra el país que justificase una declaración de guerra.
En ese respecto, el 5 de agosto de 1943 fue enviada una carta personal al Secretario de Estado estadounidense, Cordell Hull, anticipándole que era intención de Argentina romper relaciones con las potencias del Eje, pero también le solicitaba paciencia para ir creando un clima de ruptura en el país, a la vez que solicitaba un gesto por parte de los Estados Unidos en materia de suministro de armamentos, a fin de aislar a los «neutralistas». Estados Unidos se inclinaba por respaldar militarmente a Brasil para que Argentina atacase en su nombre. El embajador brasileño en Washington D. C. apuntó que la Fuerza Aérea Brasileña podría destruir Buenos Aires por completo. Argentina era una fuente crucial de abastecimientos para las islas británicas, llegando a  representar incluso el 40% del consumo británico de carnes.
El Partido Comunista argentino optó por alinearse con la diplomacia soviética. Como resultado, respaldó la neutralidad y se opuso a la influencia británica en Argentina durante las etapas tempranas de la guerra, en línea con el Tratado de No-Agresión entre Alemania y la Unión Soviética. La Operación Barbarroja y la consecuente entrada soviética en la guerra causaron un drástico giro en su actitud. Los comunistas se mostraron a favor de la guerra y dejaron de apoyar las huelgas laborales contra fábricas británicas en Argentina. Este cambio redujo el apoyo de los trabajadores al Partido Comunista, quienes viraron hacia Perón y el nuevo gobierno. Desde el punto de vista económico, Argentina actuó en el abastecimiento a los países aliados de una forma similar a Estados Unidos con su ley de préstamos y arriendos, que permitió financiar el armamento militar de esos países sin contraprestación inmediata.[cita requerida]
Perón respondió a los planteos de los comunistas, afirmando: 

Lo que buscan las excusas es muy bien sabido. Dicen que somos 'nazis', pero estamos tan lejos del nazismo como de cualquier otra ideología extranjera. Somos argentinos y queremos, ante todo, el bien común para los argentinos. No queremos más fraude ni más mentiras. No queremos que quienes no trabajan vivan de quienes lo hacen.
Juan Domingo Perón

Edelmiro Julián Farrell asumió la presidencia el 24 de febrero. El 26 de enero de 1944, el gobierno argentino rompía las relaciones diplomáticas con Alemania y Japón, emitiéndose un comunicado que rezaba: «Declárase el estado de guerra entre la República Argentina y el Imperio del Japón», y que en el artículo 3 le declaraba la guerra a Alemania. El 20 de marzo, el encargado de negocios británico Alfred Noble se reunió con Farrell para subrayar la necesidad de dar aquel paso. Pero existía oposición dentro del Ejército y la opinión pública se encontraba dividida en torno a declarar la guerra o no. Sin embargo, el presidente tomó medidas tendientes a mejorar su imagen: cese total del intercambio comercial con los países del Eje, cierre de publicaciones pronazis, intervención de empresas alemanas y arresto de un número importante de espías nazis o sospechosos de serlo.
El 27 de marzo, al mismo tiempo que la mayor parte de los países latinoamericanos, Argentina le declaró la guerra a Alemania y Japón y una semana después firmó el Acta de Chapultepec, quedando habilitada a participar en la Conferencia de San Francisco que fundó las Naciones Unidas el 26 de junio de 1945, integrando el grupo de los 51 países fundadores. Cuando los Aliados capturaron Frankfurt, Argentina formalizó finalmente las negociaciones. El 27 de marzo, mediante el decreto 6945, Argentina le declaró la guerra al Imperio del Japón y por extensión a Alemania, como aliada de este. 
La FORJA se distanció del gobierno debido a esto, pero Arturo Jauretche comprendería las razones más tarde. Jauretche razonó que los Estados Unidos eran hostiles hacia Argentina por la negativa de esta a entrar en la guerra, mientras que la neutralidad se fundamentaba en la defensa de intereses argentinos, los cuales ya no estarían en juego con una declaración de guerra en un momento en que el país no participaría de hecho en el conflicto. Jauretche reconocería que el pragmatismo de Perón era mejor para el país que su perspectiva idealista de mantener la neutralidad hasta el final. La mayoría de los países latinoamericanos declararon la guerra entre enero y fines de febrero, solo poco más de un mes antes que la Argentina.
Hasta la ruptura de relaciones entre Argentina y Alemania en enero de 1944, los argentinos considerados judíos «eran tratados como extranjeros no judíos» en la Europa ocupada y gozaron de privilegios adicionales respecto a los ciudadanos de cualquier otro país neutral gracias a que «la embajada argentina en Berlín logró obtener un estatuto absolutamente excepcional» para sus connacionales. Finalmente, en noviembre de 1944 Hull renunció dejando en su lugar a Edward Stettinius, que nombró a Rockefeller como secretario asistente de Asuntos Latinoamericanos. Entonces la política hacia la Argentina cambió abruptamente. Rockefeller enfocó «pragmáticamente» sus relaciones con el nuevo gobierno y se produjo el acercamiento entre ambos países en el mes de abril con el envío de la misión Warren, que llegó a importantes acuerdos económicos y políticos con el gobierno de Argentina.
Se calcula que unos 5000 voluntarios, entre ellos 400 mujeres, participaron activamente de las acciones aliadas durante cuatro años. A mediado de ese año fuerzas argentinas capturaron un submarino alemán aguas adentro tratando de rendirse y lo primero que hicieron fue comunicarse con el Estado Mayor Naval para pedir instrucciones. Luego de esto, el barreminas Comodoro Py y dos submarinos argentinos salieron al encuentro del U-Boot, a casi tres millas de la costa y procedieron a abordar la nave. Ya en tierra, la tripulación fue internada y sometida a interrogatorio. Al día siguiente, el comandante del U-977 firmó el acta de rendición del submarino y la tripulación fue trasladada a Buenos Aires para nuevos interrogatorios. Finalmente, la tripulación sería enviada a los Estados Unidos, antes de ser repatriada a Alemania y liberados en menos de un año.

## Fin de la guerra
Para enero de 1945, la Segunda Guerra Mundial se acercaba a su fin. El Ejército Rojo se había hecho con Varsovia y se acercaba a la frontera alemana, mientras que Berlín se encontraba ya bajo ataque. La victoria aliada era inevitable. Perón, hombre fuerte del gobierno argentino, predijo correctamente que los Aliados dominarían la política internacional por décadas y que, a pesar de que Argentina resistió con éxito la presión aliada, mantener la neutralidad hasta el fin de la contienda dejaría aislado al país o lo haría objeto de ataque militar. Perón manifestó su conformidad: se restringieron las organizaciones alemanas, se prohibieron las manifestaciones en favor del Eje y se embargaron bienes alemanes. La marina mercante argentina, por su parte, recibió la orden de ignorar el bloqueo alemán.
Unos cuantos días más tarde, el 10 de abril, el Reino Unido, Francia, los Estados Unidos y los otros países latinoamericanos restauraron relaciones diplomáticas con Argentina. Sin embargo, la hostilidad diplomática se reavivó luego del fallecimiento inesperado de Roosevelt, quien fue sucedido por Harry S. Truman. El embajador estadounidense en Argentina Spruille Braden organizaría la oposición al gobierno de Farrell y Perón.
La derrota del Eje en el teatro europeo tuvo lugar un mes más tarde y fue recibida con alegres manifestaciones en Buenos Aires. Manifestaciones similares tuvieron lugar en agosto, después de la rendición de Japón, llevando la guerra a su final. Finalmente, Farrell levantó el estado de emergencia declarado por Castillo después del ataque de 1941 en Pearl Harbor.

## Argentinos en la Segunda Guerra Mundial
Durante la Segunda Guerra Mundial, cuatro mil argentinos sirvieron en las Fuerzas Armadas británicas, a pesar de que Argentina era oficialmente un país neutral. Aproximadamente 750 voluntarios argentinos sirvieron en la Real Fuerza Aérea y la Real Fuerza Aérea Canadiense, mayoritariamente en el Escuadrón 164, cuyo escudo llevaba el sol de la bandera argentina y el lema Firmly we fly ("Firmes volamos").
Maureen Dunlop, nacida en Quilmes, dejó a sus padres anglo-australianos para unirse al Transporte Aéreo Auxiliar (ATA). Registró más de 800 horas servicio, transportando Spitfires, DH.98 Mosquitos, P-51 Mustangs, Tifones y bombarderos que incluyen el Wellington y Lancaster a estaciones de la RAF en el frente. Después de ser fotografiada saliendo de su Fairey Barracuda, apareció en la portada del Picture Post del 16 de septiembre de 1942 y se convirtió en una pin-up de tiempos de guerra. Dunlop regresó a la Argentina después de la guerra y continuó trabajando como piloto comercial, entrenando además a pilotos de la Fuerza Aérea Argentina. Más tarde se dedicó a la cría de caballos árabes pura sangre con su marido en su granja Milla Lauquen Stud.
Casi 500 argentinos sirvieron en la Marina Real británica alrededor del mundo, desde el Atlántico norte al Pacífico sur. Muchos eran parte de las fuerzas especiales, como John Godwin.
Muchos miembros de la comunidad anglo-argentina también fueron voluntarios en funciones que no son de combate, o trabajaron para recaudar dinero y suministros para las tropas británicas. En abril de 2005, un servicio especial de recuerdo fue celebrado en la iglesia de la RAF de St Clement Danes en Londres.
El 9 de mayo de 2015, los restos del capitán del grupo de voluntarios argentinos Kenneth Langley Charney DFC & Bar fueron repatriados y enterrados en el Cementerio Británico de Buenos Aires. Charney nació en Quilmes, Argentina, en 1920, y murió en Andorra en 1982.
380 argentinos fallecieron en la Segunda Guerra Mundial.

### Presencia Nazi
Antes de la guerra, Argentina albergaba un elemento pronazi fuerte y bien organizado que estaba controlado por el embajador alemán. A finales de la década de 1940, bajo el liderazgo de Perón, el gobierno permitió silenciosamente la entrada de varios criminales de guerra que huían de Europa después del colapso de la Alemania nazi. El número de fugitivos nazis que huyeron a Argentina superó los 300. En mayo de 1960, el administrador del Holocausto, Adolf Eichmann fue secuestrado en Argentina por el Mosad israelí y llevado a juicio en Israel, donde fue ejecutado en 1962.

## Galería

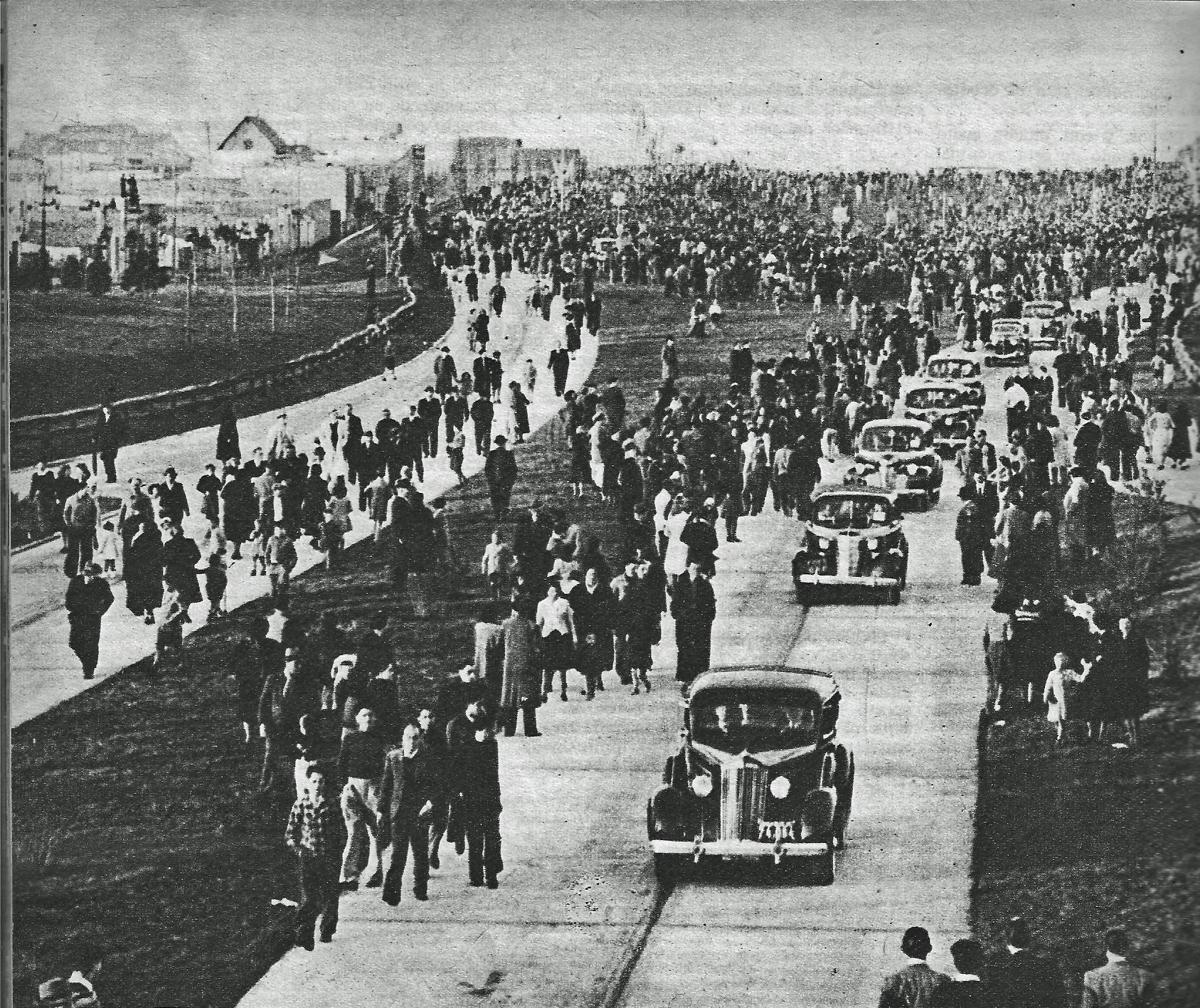
La gran apertura de la Avenida General Paz en 1941.
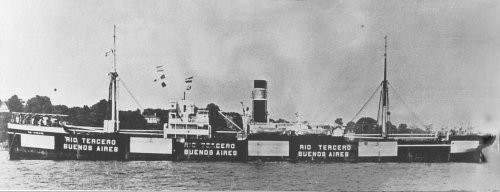
El barco argentino Río Tercero, el cual fue hundido por el U-202 en las afueras de Nueva York el 22 de junio de 1942.
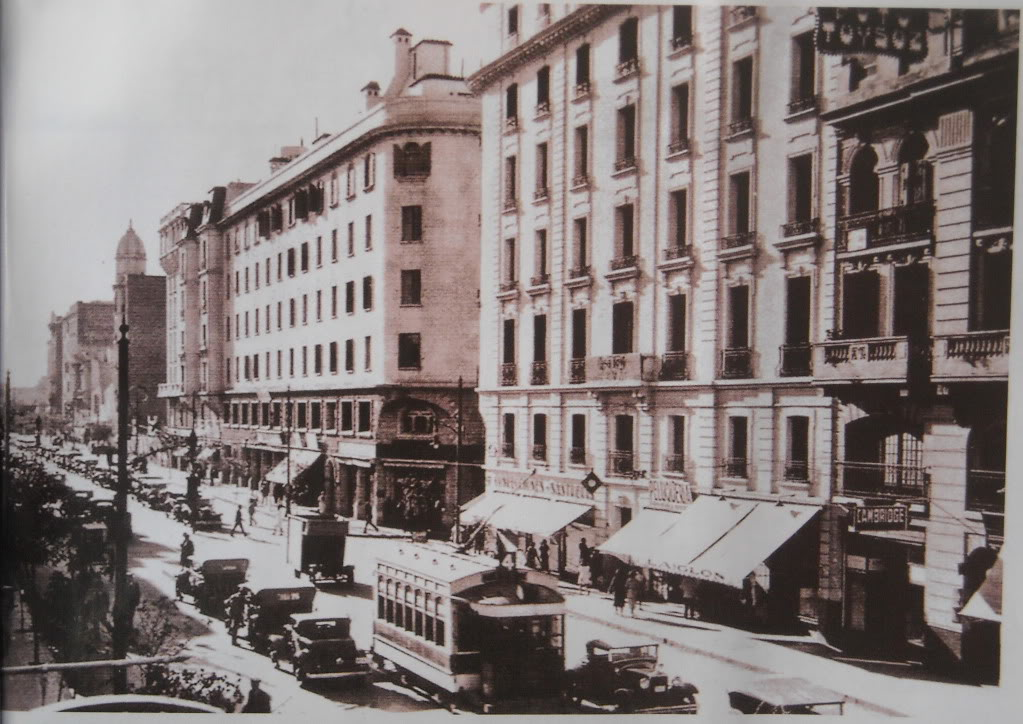
Avenida Emilio Olmos, Córdoba, en 1943.
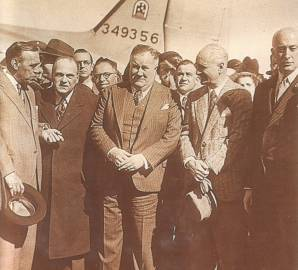
El embajador estadounidense Spruille Braden y otros en Argentina en 1945.